# Carpelimus erichsoni
Carpelimus erichsoni är en skalbaggsart som först beskrevs av Sharp 1871.  Carpelimus erichsoni ingår i släktet Carpelimus, och familjen kortvingar. Arten är reproducerande i Sverige.